# 빅토리아홀 참사

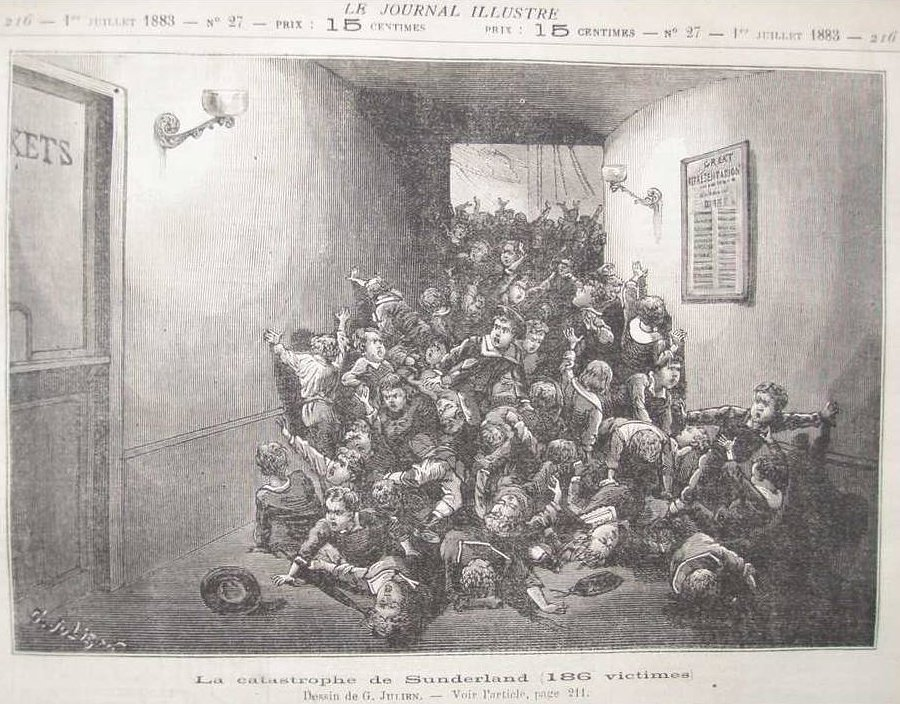
Le Journal illustré의 참사 그림

빅토리아홀 참사(Victoria Hall disaster)는 1883년 6월 16일 잉글랜드 선덜랜드 빅토리아홀에서 발생한 참사이다. 이 사건은 3~14세 사이의 183명의 어린이들을 질식으로 인해 사망하게 만든 압사사고이다.

## 사건
1883년 6월 16일, 순회 공연자들인 페이 남매(Mr. Fay, Mrs. Fay)는 어린이들을 위한 버라이어티 쇼를 진행했다. 이 순회 마술 공연은 진행됐던 마술들 중 한 마술에서 비롯된 연기 때문에 앞쪽 열에 있던 사람들 중 일부가 불만을 표했고 일부 아이들이 아파 했던 것을 제외하고는 별다른 탈 없이 마무리되었다.
공연이 끝났을 때 일정 공연표를 가진 아이들이 밖에 나가면 상을 받을 것이라는 발표가 있었다. 동시에 공연자들은 무대의 선물들을 극장에 있던 어린이들에게 나눠주기 시작했다. 이 기회를 놓칠까 하여 극장 내 추산 1,100명의 어린이들 중 다수가 복도로 향하는 아래쪽 계단을 향해 밀려들기 시작했다.
계단 아래쪽에서 문이 안쪽으로 열렸고 이렇게 해서 개방된 틈은 한 번에 한 아이만 통과할 수 있을 만큼의 틈이었다. 이렇게 한 이유는 공연표를 순차대로 검사할 수 있게 하기 위함이었다. 순서를 관리하기 위해 동반된 성인의 수가 거의 없던 탓에 어린이들은 문으로 향하는 계단에서 밀려들게 되었다. 앞쪽에 있던 인원들은 갇혀버리면서 뒷쪽의 군중의 무게에 눌려 압사 사고가 발생하게 되었다.
강당에 있던 성인들은 어린이들이 문에 돌진하고 있던 것을 알았지만 볼트가 어린이들 쪽에 위치해 있었기 때문에 문을 완전히 개방시키는 것은 불가능했다.

## 사고 이후

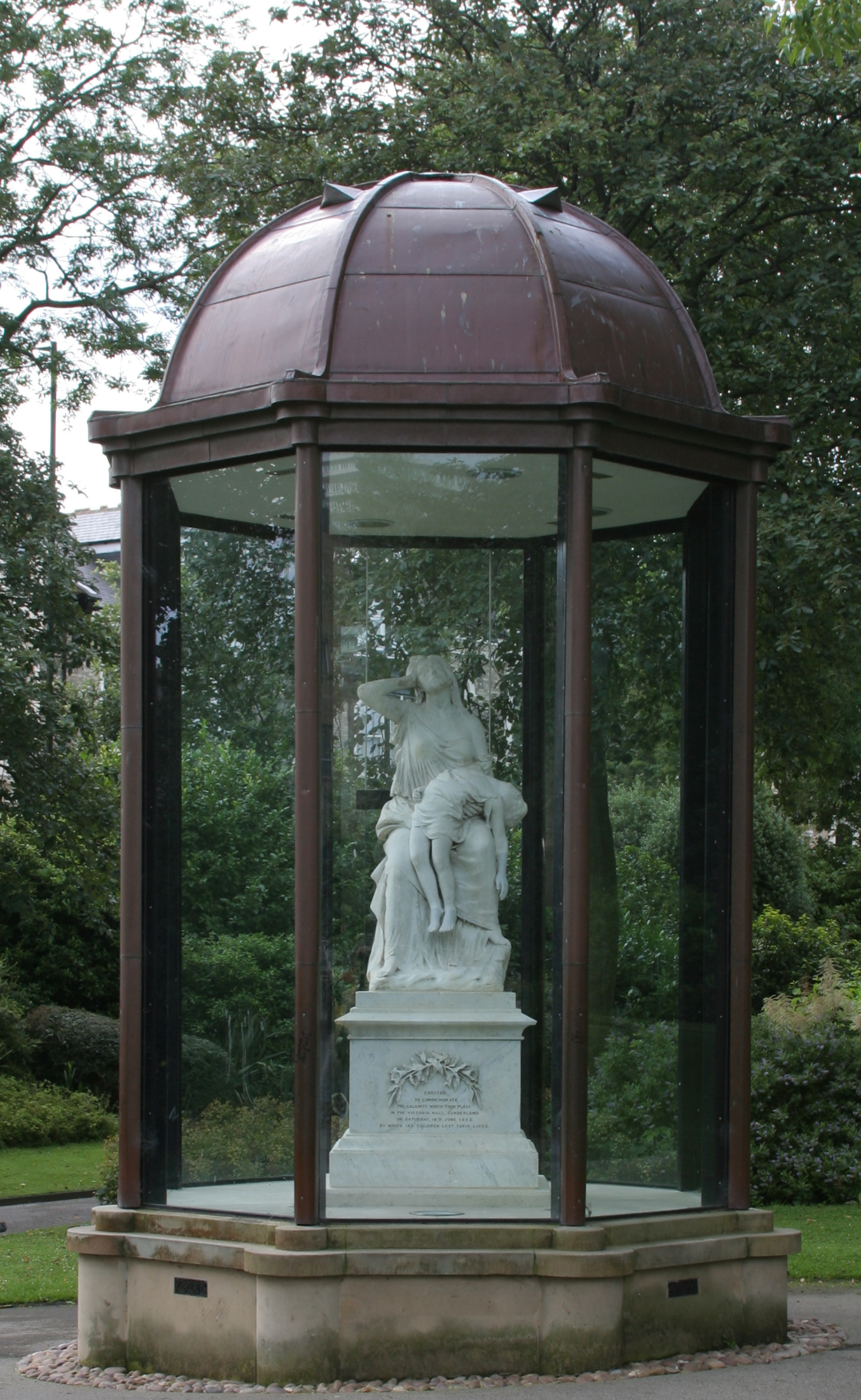
모우브레이 파크의 빅토리아홀 참사기념비

질식으로 인한 압사사고는 3~14세 사이의 어린이들 183명을 사망하게 했다. 빅토리아 여왕은 슬픔에 잠긴 유가족들에게 위로의 말을 전하고 재해기금을 전달했다.
영국 전역에서 모인 기부금은 총 £5,000(2021년 기준 가치 £535,758)였으며 어린이의 장례식과 모우브레이 파크의 기념비에 사용되었다. 죽은 아이를 안은 애통하는 어머니의 기념비는 나중에 비숍위어마우스 묘지로 옮겨졌고 점차 황폐해지고 훼손되었다. 2002년, 이 대리석 동상은 £63,000의 비용을 들여 복원되었고 보호덮개를 씌워 모우브레이 파크로 다시 옮겨놓았다.

## 미디어에서의 묘사
이 참사로 인해 스코틀랜드의 시인 윌리엄 맥고나겔은 "선덜랜드의 재앙"(The Sunderland Calamity)이라는 제목으로 시를 한 편 쓰게 되었다.

## 같이 보기
- 힐즈버러 참사